# Tobias Häberlein
Tobias Häberlein (* 1974) ist ein deutscher Informatiker und Hochschullehrer. Er ist Professor für generative künstliche Intelligenz an der Fachhochschule Südschweiz (SUPSI) und leitet das Departement Informatik der Fernfachhochschule Schweiz (FFHS).

## Leben
Häberlein studierte Informatik an der Universität Ulm, wo er 2004 mit der Dissertation Understanding Software Acquisition through Modeling and Simulation zum Dr. rer. nat. promoviert wurde.
Von 2006 bis 2022 war er Professor für Informatik an der Hochschule Albstadt-Sigmaringen, wo er auch als Prorektor für Lehre sowie für wissenschaftliche Weiterbildung tätig war. Im Mai 2022 übernahm er die Leitung des Departements Informatik an der Fernfachhochschule Schweiz (FFHS). Im November 2023 wurde er vom Hochschulrat der SUPSI zum Professor für generative künstliche Intelligenz ernannt.

## Wirken
Häberleins Arbeitsschwerpunkte liegen in den Bereichen generative KI, Softwareentwicklung und Hochschullehre. Er befasst sich mit der Integration generativer KI in Studium und Weiterbildung. An der FFHS verantwortete er die Einführung eines Certificate of Advanced Studies (CAS) Generative KI. Zudem entwickelte er den Bachelorstudiengang Game and VR Development.
Er ist Präsident des Technologiezentrums Wirtschaftsinformatik (TEWI) in Brig und tritt regelmäßig als Experte für KI, Digitalisierung und Bildung in öffentlichen Vorträgen und Medien auf.

## Publikationen und Schriften (Auswahl)
- Technische Informatik: Ein Tutorium der Maschinenprogrammierung und Rechnertechnik. Vieweg+Teubner, Wiesbaden 2011.
- Praktische Algorithmik mit Python. Oldenbourg Verlag, München 2012.
- Informatik: Eine praktische Einführung mit Bash und Python. 2. Auflage. De Gruyter Oldenbourg, Berlin/Boston 2016, ISBN 978-3-11-049686-4.
- mit T. Abdel-Hamid et al.: Common Structures in System Dynamics Models of Software Acquisition Projects. In: Software Process Improvement and Practice, Vol. 9 (2004), S. 127–142.